# آرنولد ویلسون
سر آرنولد ویلسون (به انگلیسی: Sir Arnold Wilson) (تولد ۱۸ ژوئیه ۱۸۸۴ – مرگ ۳۱ مه ۱۹۴۰) نظامی انگلیسی بود که از سال ۱۹۱۸ تا ۱۹۲۰ کمیسر مدنی بریتانیا در بغداد بود. وی هم‌چنین مأمور اداره سیاسی هندوستان بود.
ویلسون به خاطر نقشی که در اداره استعماری میان‌رودان در زمان جنگ اول جهانی و بعد از آن داشت شهرت یافت. پس از انقلاب ضداستعماری مردم عراق در سال ۱۹۲۰، آرنولد ویلسون برکنار شده و سر پرسی کاکس به جای او منصوب شد.
آرنولد ویلسون بر کشف نخستین چاه نفت خاورمیانه در مسجدسلیمان در سال ۱۹۰۸ نظارت داشت.
نشان‌های افتخار زیادی از دولت انگلیس به آرنولد ویلسون داده شد. ویلسون کتاب‌های زیادی نیز نوشت که از جمله آنها «خلیج فارس»، «جنوب غربی ایران» و «کانال سوئز» بوده‌است.
ویلسون سومین عضو پارلمان بریتانیا بود که در جنگ جهانی دوم کشته شد. مرگ او در سن ۵۵سالگی در حالی که خدمه پرواز بود رخ داد.

## ارتباط او با ایران
سر آرنولد ویلسون در سال ۱۹۰۳ وارد خدمت ارتش شد. او در نوامبر ۱۹۰۷ م در سن ۲۳ سالگی و با درجه ستوانی از هندوستان به ایران اعزام شد. وی فرمانده بیست سرباز از هنگ هیجدهم نیزه‌دار بنگال بود که با عنوان حفاظت از کنسولگری اهواز ولی در حقیقت برای پاسداری از میدان‌های نفتی به خوزستان اعزام شدند. از سال ۱۹۰۹ تا ۱۹۱۱ کنسول انگلیس در خرمشهر و اهواز بود. از سال ۱۹۱۱ تا ۱۹۱۲ را برای انجام مأموریت تهیه نقشه آینده راه‌آهن لرستان و فارس گذرانید و از سال ۱۹۱۲ تا ۱۹۱۳ معاون دوم کنسولگری بوشهر بود. وی در سال ۱۹۱۴ با درجه سروانی مأمور جبهه جنگ گردید. در خلال سال‌های ۱۹۲۱ تا ۱۹۲۴ نیز ریاست کل امور اداری شرکت نفت ایران و انگلیس را بر عهده داشت. در سال ۱۹۲۴ به شرکت نفت ایران و انگلیس در لندن منتقل شد. چند سال بعد، از شرکت نفت استعفا داد و نماینده مجلس شد. وی مناصب دیگری نیز بدست آورد.